# Goran Bregović
Goran Bregović (Горан Бреговић, * 22. března 1950, Sarajevo) je jugoslávský skladatel, producent a sběratel nahrávek world music. Známý je především svou filmovou hudbou, kterou spolupracoval na filmech Emira Kusturici.

## Životopis

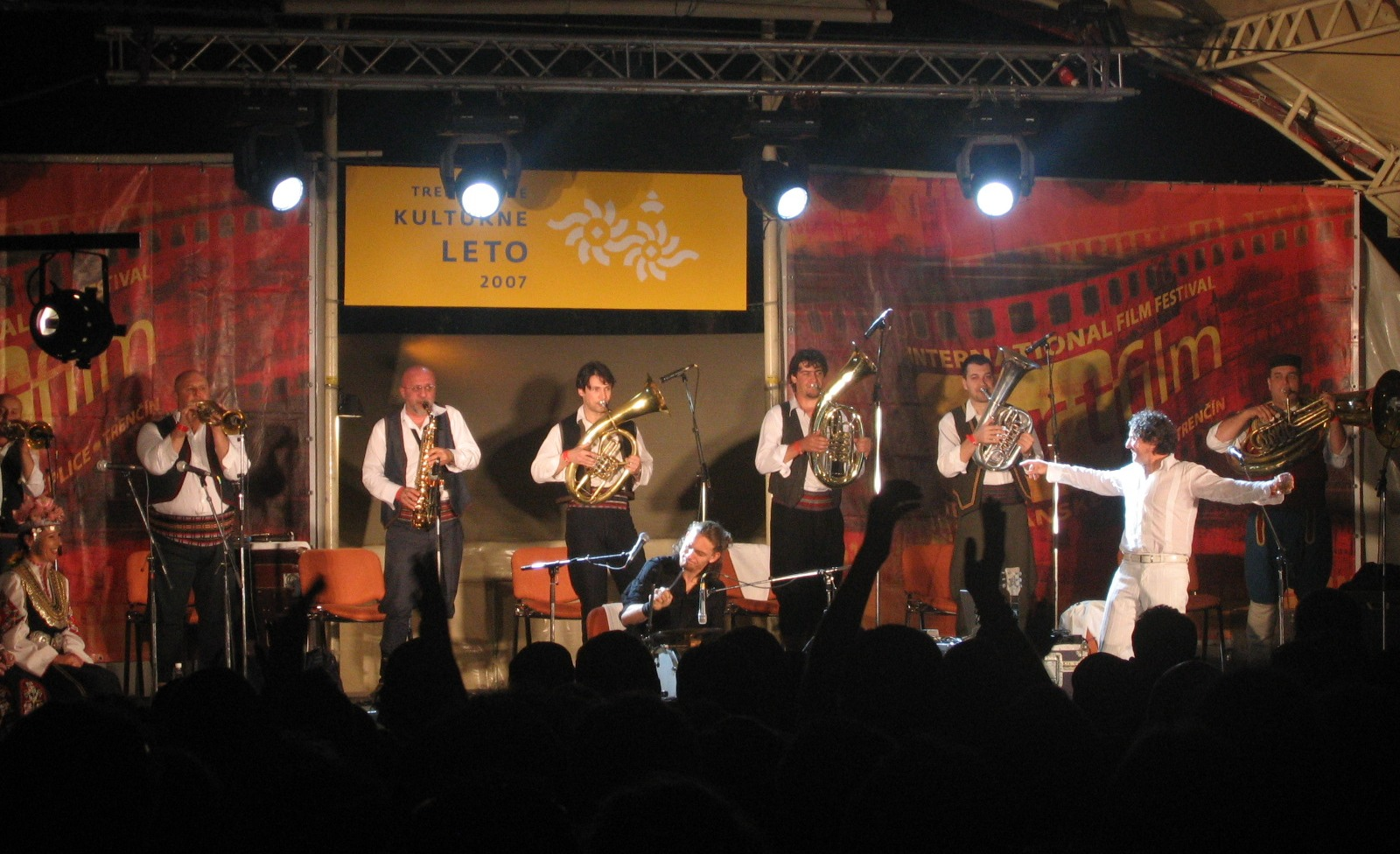
Goran Bregović a The Wedding and Funeral Orchestra na koncertě v Trenčíně v červnu 2007

Goran Bregović se narodil 22. března 1950 v Sarajevu, v tehdy ještě komunistické Jugoslávii. Matka byla srbské národnosti, otec Chorvat.
Profesionálně se začal Bregović živit hudbou v šestnácti letech vystupováním po striptýzových barech. Na kytaru a basu hrál v několika punkových a rockových kapelách – Bestie, Kodex a v triu Mica, Goran a Zoran, ve formaci Jitro a v kapele Bijelo dugme, která byla v Jugoslávii velmi populární.
Většího věhlasu se Bregović dočkal až poté, kdy začal psát hudbu k filmům slavného režiséra Emira Kusturici. Tím prvním, na kterém společně pracovali, byl snímek Dům k pověšení (Dom za vješanje/Time of gypsies/Les temps des gitanes), za jehož režii získal Kusturica cenu na MFF Cannes v roce 1989. Další společný film vznikl v USA, kde se oba tvůrci usadili poté, co v Jugoslávii vypukla občanská válka. Jednalo se o snímek Arizona Dream (1992), v němž hrál např. Johny Depp nebo Faye Dunawayová. Kusturica získal za Arizonský sen Stříbrného medvěda na MFF v Berlíně roku 1993. V roce 2011 Křišťálový globus na KVIFF.
Z USA se následně Bregović, Kusturica a řada dalších jugoslávských emigrantů přesunula do Paříže. Zde Bregović složil hudbu k více než dvaceti filmům, z nichž za zmínku stojí především historický snímek Královna Margot (1994) režiséra Chéreaua. Ve francouzské koprodukci vznikl rovněž zatím poslední snímek Emira Kusturici, k němuž napsal Bregović hudbu – Underground, který se natáčel v Praze, Budapešti a Bělehradě a jehož natáčení trvalo dva roky. Tento film získal v roce 1995 Zlatou palmu na MFF v Cannes. Poté se oba tvůrci vzhledem k dlouhodobým sporům rozešli. Bregović si založil vlastní kapelu Weddings and Funerals Orchestra, se kterou pořádá koncertní turné po celém světě. V roce 2011 se objevil s koncertem svého Wedding and Funerall Orchestra , na MFF v Karlových Varech, na podporu projektu nadace pro seniory Taťány Kuchařové. Ředitel KVIFF Bartoška mu udělil cenu za celoživotní přínos ve filmové hudbě.
Je producentem a uznávaným sběratelem nahrávek world music. V současné době žije ve Francii.

## Hudební tvorba

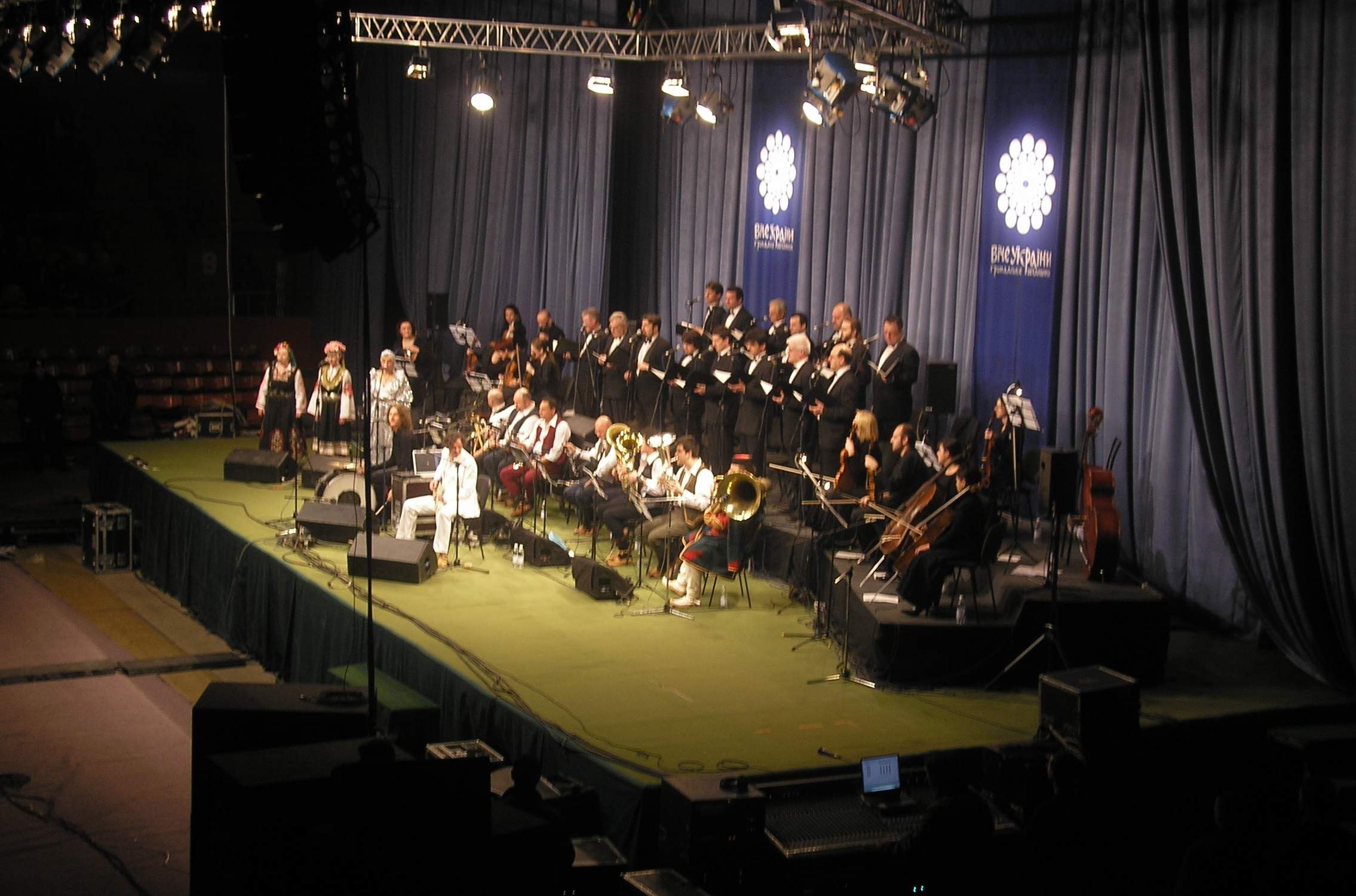
Goran Bregović a The Wedding and Funeral Orchestra a pěvecký sbor na koncertě v Doněcku v březnu 2006

Jeho hudební tvorba je silně ovlivněna hudbou balkánských Romů, world music, ale i rockem a moderní elektronickou hudbou.

## Diskografie
Le Temps des Gitans (1990)

Queen Margot OST (1995)

Ederlezi (1998)

Silence of the Balkan (1998)

Wedding & The Funeral (1999)

Songbook (2000)

Bijelo Dugme, Vol. 2 (2000)

Tales and Songs from Weddings and Funerals (2002)

Arizona Dream OST (2003)

Alkohol Šljivovica&Champagne (2008)

Welcome to Bregovic (2009)